# Liste der Kulturdenkmale in Kospoda
Die Liste der Kulturdenkmale in Kospoda umfasst die als Einzeldenkmale, Bodendenkmale und Denkmalensembles erfassten Kulturdenkmale auf dem Gebiet der Gemeinde Kospoda im thüringischen Saale-Orla-Kreis (Stand: August 2022). Die Angaben in der Liste ersetzen nicht die rechtsverbindliche Auskunft der zuständigen Denkmalschutzbehörde.

## Legende
- Bild: zeigt ein Bild des Kulturdenkmals und gegebenenfalls einen Link zu weiteren Fotos des Kulturdenkmals im Medienarchiv Wikimedia Commons
- Bezeichnung: Name, Bezeichnung oder die Art des Kulturdenkmals
- Lage: Wenn vorhanden Straßenname und Hausnummer des Kulturdenkmals; Grundsortierung der Liste erfolgt nach dieser Adresse. Der Link Karte führt zu verschiedenen Kartendarstellungen und nennt die Koordinaten des Kulturdenkmals.
 Kartenansicht, um Koordinaten zu setzen – in dieser Kartenansicht sind Kulturdenkmale ohne Koordinaten mit einem roten bzw. orangen Marker dargestellt und können in der Karte gesetzt werden. Kulturdenkmale ohne Bild sind mit einem blauen bzw. roten Marker gekennzeichnet, Kulturdenkmale mit Bild mit einem grünen bzw. orangen Marker.
- Datierung: gibt das Jahr der Fertigstellung beziehungsweise das Datum der Erstnennung oder den Zeitraum der Errichtung an
- Beschreibung: bauliche und geschichtliche Einzelheiten des Kulturdenkmals, vorzugsweise die Denkmaleigenschaften
- ID: Die ID identifiziert das Kulturdenkmal eindeutig. In Thüringen sind aktuell keine IDs veröffentlicht. In der ID-Spalte kann sich auch folgendes Icon  befinden, dies führt zu Angaben zu diesem Kulturdenkmal bei Wikidata.

## Kulturdenkmale nach Ortsteilen

### Burgwitz
| Bild                                    | Bezeichnung                                          | Lage                          | Datierung | Beschreibung | ID |
| --------------------------------------- | ---------------------------------------------------- | ----------------------------- | --------- | ------------ | -- |
| weitere Bilder Fotos hochladen          | Kirche mit Ausstattung sowie Kirchhof mit Ummauerung | Ortsstraße (Karte)            |           |              |    |
| Direkt Bild zu diesem Denkmal hochladen | Wohnstallhaus eines Vierseithofes                    | Burgwitz 4                    |           |              |    |
| Direkt Bild zu diesem Denkmal hochladen | Gehöft                                               | Burgwitz 8                    |           |              |    |
| Direkt Bild zu diesem Denkmal hochladen | Gehöft                                               | Burgwitz 16                   |           |              |    |
| Direkt Bild zu diesem Denkmal hochladen | Burganlage                                           | Koordinaten fehlen! Hilf mit. |           | Bodendenkmal |    |

### Kospoda
| Bild                                    | Bezeichnung                                               | Lage                    | Datierung | Beschreibung | ID |
| --------------------------------------- | --------------------------------------------------------- | ----------------------- | --------- | ------------ | -- |
| weitere Bilder Fotos hochladen          | Kirche mit Ausstattung                                    | Ortsstraße (Karte)      |           |              |    |
| Direkt Bild zu diesem Denkmal hochladen | Wasserwerk Kospoda                                        | K 211 Straße nach Weira | 1904      |              |    |
| Direkt Bild zu diesem Denkmal hochladen | Toranlage und Gutshaus                                    | Ortsstraße 19           |           |              |    |
| weitere Bilder Fotos hochladen          | ehemaliges Gutshaus/Schloss, Park, Jägerhaus und Pavillon | Ortsstraße 21 (Karte)   |           |              |    |
| Direkt Bild zu diesem Denkmal hochladen | ehemaliger Pfarrhof                                       | Ortsstraße 25           |           |              |    |

### Meilitz
| Bild                                    | Bezeichnung | Lage          | Datierung | Beschreibung | ID |
| --------------------------------------- | ----------- | ------------- | --------- | ------------ | -- |
| Direkt Bild zu diesem Denkmal hochladen | Gehöft      | Ortsstraße 1  |           |              |    |
| Direkt Bild zu diesem Denkmal hochladen | Gehöft      | Ortsstraße 13 |           |              |    |
| Direkt Bild zu diesem Denkmal hochladen | Gehöft      | Ortsstraße 14 |           |              |    |